# Kees van Aalst
Kees van Aalst (Amsterdam, 1933) is een Nederlands beeldend kunstenaar en illustrator.
Hij maakt aquarellen in een abstraherende stijl. Tevens is hij redacteur van het blad Palet en geeft hij schildercursussen. Hij is auteur van enkele boeken over aquarelleren en abstraheren. Hij heeft onder andere enkele bloemlezingen met Nederlandse en Vlaamse haiku's geïllustreerd.